# Federico Sforza di Santa Fiora, I principe di Genzano
Federico Sforza di Santa Fiora, I principe di Genzano (Caprarola, 14 agosto 1651 – Roma, 10 ottobre 1712), è stato un principe italiano.

## Biografia
Nato a Caprarola il 14 agosto 1651, Federico era figlio del marchese Paolo II Sforza di Proceno e di sua moglie, la nobildonna romana Olimpia Cesi. Tramite la sua bisnonna paterna era direttamente discendente dalla casata dei Medici, granduchi di Toscana.
Suo padre era fratello minore di Mario II Sforza di Santa Fiora, XIV conte di Santa Fiora, alla cui morte i titoli passarono al figlio Ludovico, XV conte di Santa Fiora. Alla morte di quest'ultimo senza eredi nel 1685, essendo morti tutti gli altri eredi della casata, i titoli passarono a suo zio, Francesco I, il quale morto anch'egli senza eredi nel 1707, nominò suo erede universale l'unico nipote maschio rimastogli, Federico appunto, il quale ereditò così la contea di Santa Fiora ed i titoli annessi.
Questi nel 1672 aveva già contratto un vantaggioso matrimonio con la nobildonna Livia Cesarini, discendente ed erede dei duchi di Civitanova, la quale gli portò in dote l'intero suo patrimonio famigliare a patto che il marito mutasse il cognome della propria casata in Sforza Cesarini, ottenendo così anche il permesso di inquartare il proprio stemma con quello dei Cesarini. Non potendo ereditare comunque i titoli ducali dei Cesarini, ne incamerò il ricco patrimonio e fu solo nel 1697 che riuscì ad ottenere dal pontefice Innocenzo XII il prestigioso titolo di I principe di Genzano, oltre a quello di I duca Sforza Cesarini, duca di Civitalavinia, duca di Ginestra e di Torricella, marchese di Frasso, d'Ardea e di Varzi, oltre ai feudi di Stirpe e Montecorsaro. Grazie alla florida posizione economica della moglie, il 17 marzo 1693 riuscì a riacquistare dalla Camera Apostolica il feudo di Segni con l'annesso titolo di duca, già appartenente alla sua famiglia, ma che suo zio aveva dovuto vendere.
Oltre al copioso introito costituito dal matrimonio della moglie, ella portava con sé anche la successione all'eredità dei principi Savelli di Albano dal momento che lo zio materno di Livia Cesarini, Giulio Savelli, III principe di Albano, morto senza eredi, chiese ed ottenne di nominare suo erede universale proprio i membri della famiglia Sforza Cesarini.
Fu ambasciatore a Roma per conto del re di Spagna nel 1687. Nel 1693 venne incluso tra i patrizi di Ancona.
Amante della cultura, fu l'ultimo principe dell'Accademia degli Umoristi e il 10 giugno 1691 fu annoverato tra gli accademici dell'Arcadia con il nome di Miseno Ladoneceo.
Morì a Roma il 10 ottobre 1712.

## Matrimonio e figli

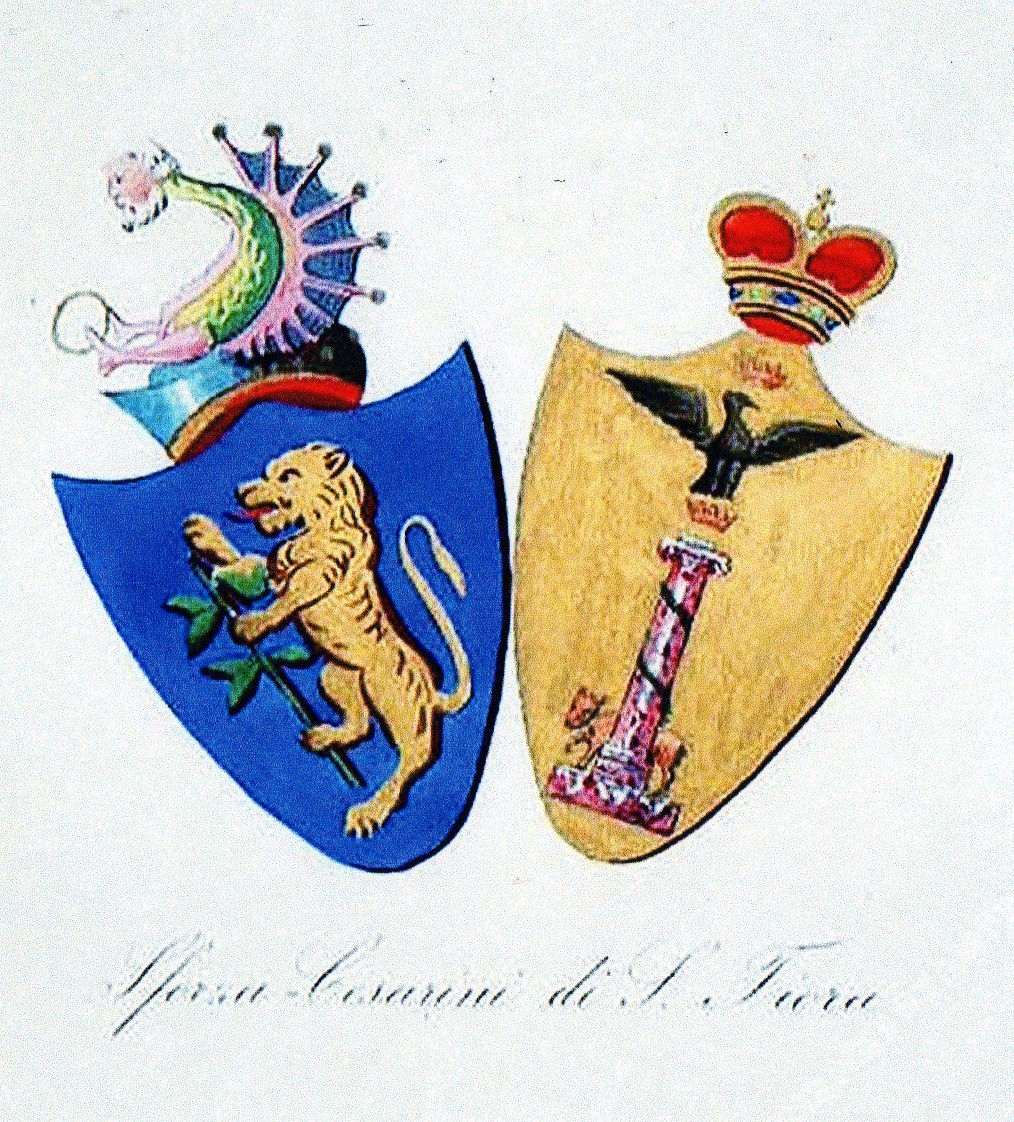
Stemmi accoppiati degli Sforza (a sinistra) e dei Cesarini (a destra)

Federico sposò a Roma il 27 febbraio 1672 la duchessa Livia Cesarini (m. 1711), figlia ed unica erede di Giuliano III Cesarini, duca di Civitanova, e di sua moglie Margherita Savelli dei principi di Albano, ultima erede della sua casata. Da questo matrimonio nacquero i seguenti figli:
- Gaetano (1674-1727), II principe di Genzano, sposò Vittoria Conti
- Olimpia (1675 - 1748), sposò Scipione di Capua, V duca di Mignano
- Giovanni Giorgio (1678 - 1729), X conte di Chinchon e marchese di Boadilla del Monte dal 1710, celibe
- Cornelia (m. 1730), nubile

## Ascendenza
|                                                                             |                                      |                                              | Genitori                              |  |  | Nonni |  |  | Bisnonni                                              |  |  | Trisnonni                                              |  |
|                                                                             |                                      |                                              |                                       |  |  |       |  |  | Federico Sforza di Santa Fiora, signore di Valmontone |  |  | Mario I Sforza di Santa Fiora, XI conte di Santa Fiora |  |
|                                                                             |                                      |                                              |                                       |  |  |       |  |  | Federico Sforza di Santa Fiora, signore di Valmontone |  |  | Mario I Sforza di Santa Fiora, XI conte di Santa Fiora |  |
|                                                                             |                                      | Fulvia Conti                                 |                                       |  |  |       |  |  | Federico Sforza di Santa Fiora, signore di Valmontone |  |  |                                                        |  |
| Alessandro Sforza di Santa Fiora, XII conte di Santa Fiora, I duca di Segni |                                      |                                              |                                       |  |  |       |  |  | Federico Sforza di Santa Fiora, signore di Valmontone |  |  |                                                        |  |
|                                                                             |                                      | Beatrice Orsini di San Gemini                | Virginio Orsini, I duca di San Gemini |  |  |       |  |  |                                                       |  |  |                                                        |  |
|                                                                             |                                      | Beatrice Orsini di San Gemini                | Virginio Orsini, I duca di San Gemini |  |  |       |  |  |                                                       |  |  |                                                        |  |
|                                                                             |                                      | Beatrice Orsini di San Gemini                | Ersilia Orsini di Pitigliano          |  |  |       |  |  |                                                       |  |  |                                                        |  |
| Paolo II Sforza di Proceno                                                  |                                      | Beatrice Orsini di San Gemini                |                                       |  |  |       |  |  |                                                       |  |  |                                                        |  |
|                                                                             |                                      | Paolo Giordano I Orsini, I duca di Bracciano | Girolamo Orsini                       |  |  |       |  |  |                                                       |  |  |                                                        |  |
|                                                                             |                                      | Paolo Giordano I Orsini, I duca di Bracciano | Girolamo Orsini                       |  |  |       |  |  |                                                       |  |  |                                                        |  |
|                                                                             |                                      | Paolo Giordano I Orsini, I duca di Bracciano | Francesca Sforza                      |  |  |       |  |  |                                                       |  |  |                                                        |  |
| Eleonora Orsini di Bracciano                                                |                                      | Paolo Giordano I Orsini, I duca di Bracciano |                                       |  |  |       |  |  |                                                       |  |  |                                                        |  |
|                                                                             |                                      | Isabella de' Medici                          | Cosimo I de' Medici                   |  |  |       |  |  |                                                       |  |  |                                                        |  |
|                                                                             |                                      | Isabella de' Medici                          | Cosimo I de' Medici                   |  |  |       |  |  |                                                       |  |  |                                                        |  |
|                                                                             |                                      | Isabella de' Medici                          | Eleonora di Toledo                    |  |  |       |  |  |                                                       |  |  |                                                        |  |
| Federico Sforza di Santa Fiora, I principe di Genzano                       |                                      | Isabella de' Medici                          |                                       |  |  |       |  |  |                                                       |  |  |                                                        |  |
|                                                                             | Federico Cesi, I duca di Acquasparta | Angelo Cesi, signore di Monticelli           |                                       |  |  |       |  |  |                                                       |  |  |                                                        |  |
|                                                                             | Federico Cesi, I duca di Acquasparta | Angelo Cesi, signore di Monticelli           |                                       |  |  |       |  |  |                                                       |  |  |                                                        |  |
|                                                                             | Federico Cesi, I duca di Acquasparta | Beatrice Caetani                             |                                       |  |  |       |  |  |                                                       |  |  |                                                        |  |
| Federico Cesi, II duca di Acquasparta                                       | Federico Cesi, I duca di Acquasparta |                                              |                                       |  |  |       |  |  |                                                       |  |  |                                                        |  |
|                                                                             |                                      | Olimpia Orsini                               | …                                     |  |  |       |  |  |                                                       |  |  |                                                        |  |
|                                                                             |                                      | Olimpia Orsini                               | …                                     |  |  |       |  |  |                                                       |  |  |                                                        |  |
|                                                                             |                                      | Olimpia Orsini                               | …                                     |  |  |       |  |  |                                                       |  |  |                                                        |  |
| Olimpia Cesi                                                                |                                      | Olimpia Orsini                               |                                       |  |  |       |  |  |                                                       |  |  |                                                        |  |
|                                                                             |                                      | Lorenzo Salviati, marchese di Giuliano       | Iacopo Salviati                       |  |  |       |  |  |                                                       |  |  |                                                        |  |
|                                                                             |                                      | Lorenzo Salviati, marchese di Giuliano       | Iacopo Salviati                       |  |  |       |  |  |                                                       |  |  |                                                        |  |
|                                                                             |                                      | Lorenzo Salviati, marchese di Giuliano       | Isabella Salviati                     |  |  |       |  |  |                                                       |  |  |                                                        |  |
| Isabella Salviati                                                           |                                      | Lorenzo Salviati, marchese di Giuliano       |                                       |  |  |       |  |  |                                                       |  |  |                                                        |  |
|                                                                             |                                      | Maddalena Strozzi                            | Lorenzo Strozzi                       |  |  |       |  |  |                                                       |  |  |                                                        |  |
|                                                                             |                                      | Maddalena Strozzi                            | Lorenzo Strozzi                       |  |  |       |  |  |                                                       |  |  |                                                        |  |
|                                                                             |                                      | Maddalena Strozzi                            | Dianora Bandini                       |  |  |       |  |  |                                                       |  |  |                                                        |  |
|                                                                             |                                      | Maddalena Strozzi                            |                                       |  |  |       |  |  |                                                       |  |  |                                                        |  |